# Mesagallia georgii
Mesagallia georgii är en insektsart som beskrevs av Aleksey A. Zachvatkin 1946. Mesagallia georgii ingår i släktet Mesagallia och familjen dvärgstritar. Inga underarter finns listade i Catalogue of Life.